# Hawker Tomtit
El Hawker Tomtit fue un biplano de entrenamiento británico de finales de la década de 1920.

## Diseño y desarrollo
En 1927, la Real Fuerza Aérea necesitaba un reemplazo para sus entrenadores elementales en uso, los avejentados Avro 504N. Especificaron que la planta motriz debería ser un motor Armstrong Siddeley Mongoose, de tipo radial de cinco cilindros, y que el diseño debería "tener en cuenta la eliminación de los oficios de instaladores de carpintería". En otras palabras: la estructura del avión, aunque no su revestimiento, tenía que ser metálica. Esto llevó a Sydney Camm, entonces diseñador jefe de Hawker, a diseñar el Tomtit, un biplano de un solo vano, cuya estructura era de tubos de acero y de duraluminio. Los largueros estaban fabricados de secciones tubulares acampanadas y todo el avión estaba recubierto de tela. Se instalaron slats automáticos del tipo Handley Page en los bordes de ataque del ala superior. Tenía el tren de aterrizaje fijo de rueda principal y patín de cola estándar de su época. El motor estaba descapotado.
El instructor y el alumno se sentaban en cabinas abiertas en tándem. Este último, en la parte trasera, estaba provisto del entonces novedoso panel de vuelo a ciegas y se le instaló una capota en la cabina para que fuera posible la instrucción del mismo. Los Tomtit de la RAF tenían motores Mongoose IIIC de 112 kW (150 hp). El prototipo (J9772) fue volado por primera vez por George Bulman, desde Brooklands, en noviembre de 1928.
Hawker también produjo cinco Tomtit matriculados civilmente. Los dos primeros salieron con un motor Mongoose IIIA y el tercero con un motor en línea ADC Cirrus Mayor de 86 kW (115 hp). Se pensó que esta última opción de motor de menor potencia podría atraer más a los propietarios de deportes públicos. Posteriormente, tres de estos aviones fueron adquiridos por Wolseley, que los equipó con sus motores radiales A.R.7 y A.R.9 con capota.

## Historia operacional

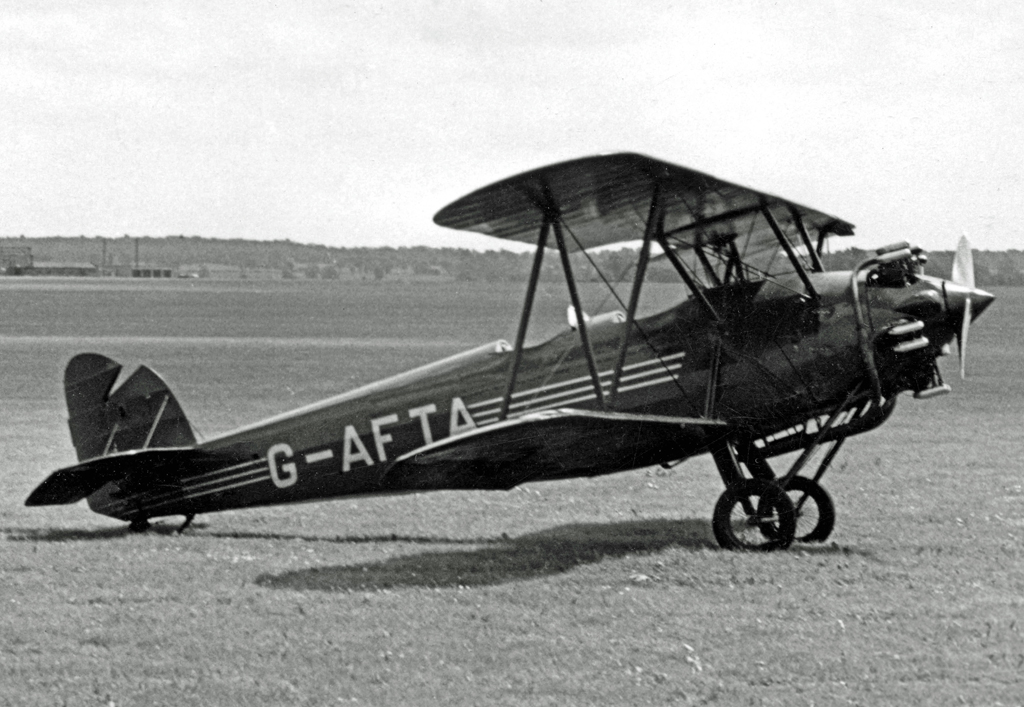
Tomtit de Hawker Aircraft en 1954 con los colores de la casa, azul oscuro y dorado.

Entre 1928 y 1931, se entregaron 24 aviones a la RAF para su evaluación. Después del primer lote de diez aparatos, se encargaron dos lotes más de seis y ocho aviones respectivamente. La competencia incluía al ganador final, el Avro Tutor. Los Tomtit militares se vendieron en otros lugares, dos a Canadá y cuatro a Nueva Zelanda. A pesar de no haber podido ganar el contrato de la RAF, es probable que se pudieran haber vendido más Tomtit, ya que fue muy bien recibido por sus pilotos, pero Hawker estaba muy ocupado produciendo el Hawker Hart y sus muchas variantes, y no tenía la capacidad de fabricar otros aviones. Las máquinas propulsadas por Cirrus resultaron tener poca potencia y carecían de la precisión de control de los aviones estándar.
En 1935, unos nueve aviones ex-RAF se unieron a los cinco originales en el registro civil. Fueron utilizados por particulares y clubes como máquinas deportivas y de entrenamiento. El 4 de febrero de 1941, Alex Henshaw, piloto jefe de pruebas de la fábrica de aviones Vickers-Armstrongs de Castle Bromwich, adquirió tres Tomtit excedentes del Leicester Aero Club para su uso como transporte personal hasta mediados de 1942. El G-AFIB resultó destruido en un accidente nocturno al despegar durante la guerra, y el G-AFVV lo fue en algún momento poco después de la misma. El G-AFTA sobrevivió a la guerra, fue vendido por Henshaw en 1946, pero luego fue adquirido y restaurado por la compañía Hawker en 1949. Fue donado a la Shuttleworth Collection en Old Warden en 1960 y todavía está en condiciones de vuelo.

## Variantes
Tomtit
Aviones biplaza de entrenamiento, de clubes, deportivos y personales.
Tomtit Mk I
Entrenador primario biplaza para la RAF.

## Operadores
Canadá

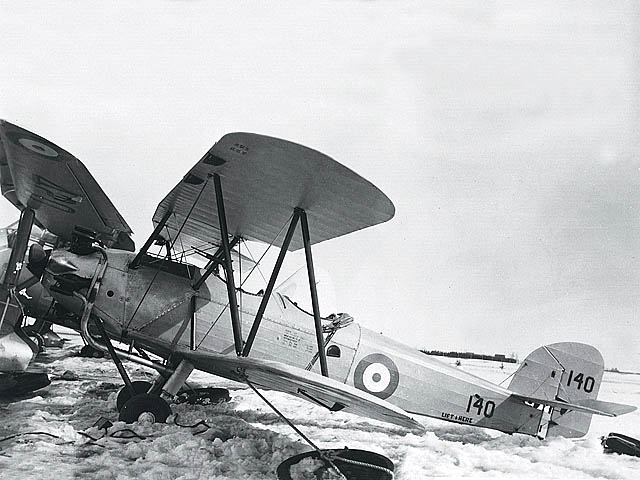
Hawker Tomtit de la RCAF.

- Real Fuerza Aérea Canadiense: 2 aviones.

 Nueva Zelanda
- Real Fuerza Aérea de Nueva Zelanda: 4 aviones.

 Reino Unido
- Real Fuerza Aérea: 24 aviones.

## Supervivientes

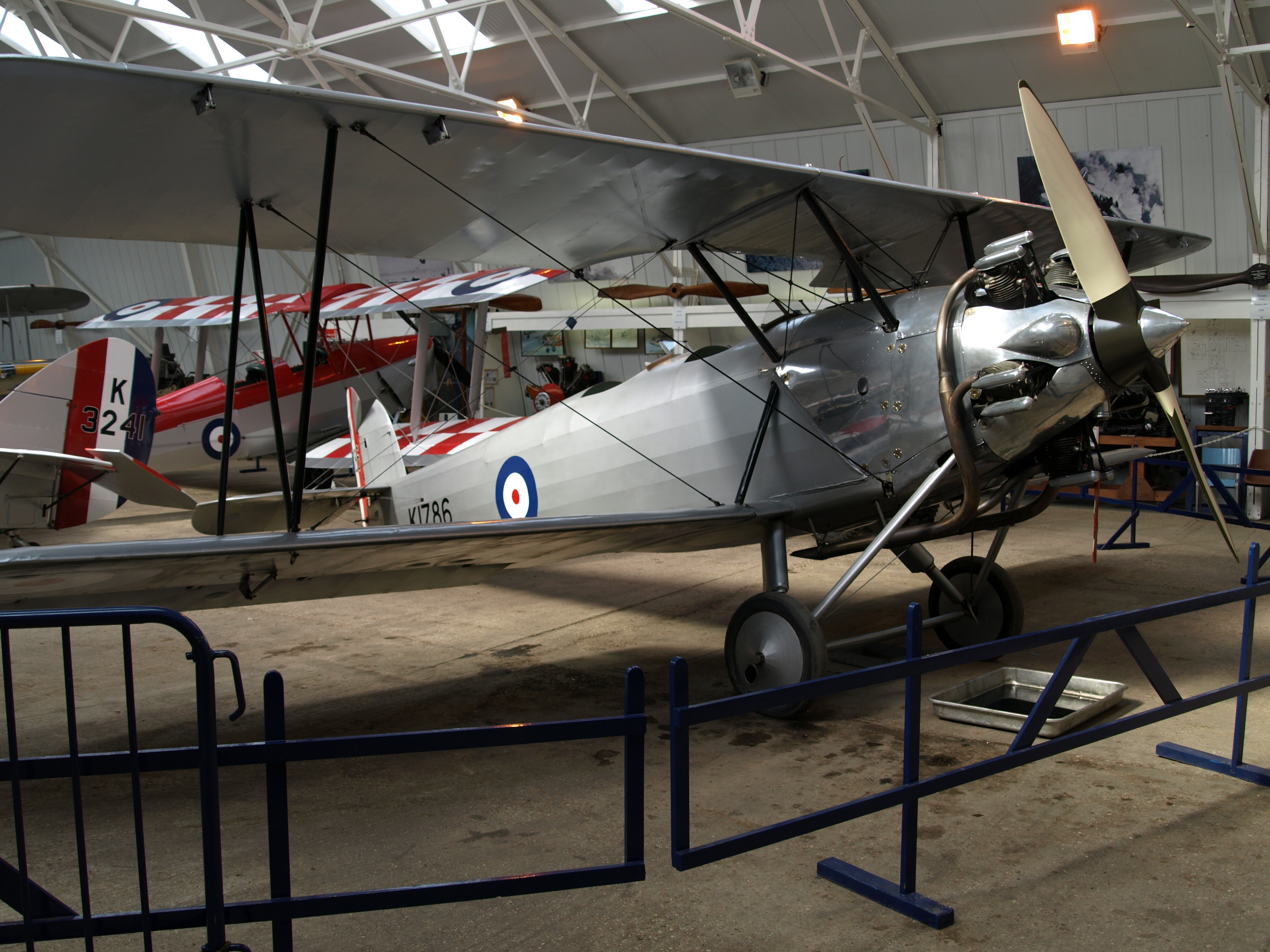
Hawker Tomtit G-AFTA en condiciones de vuelo con la Colección Shuttleworth en Old Warden.

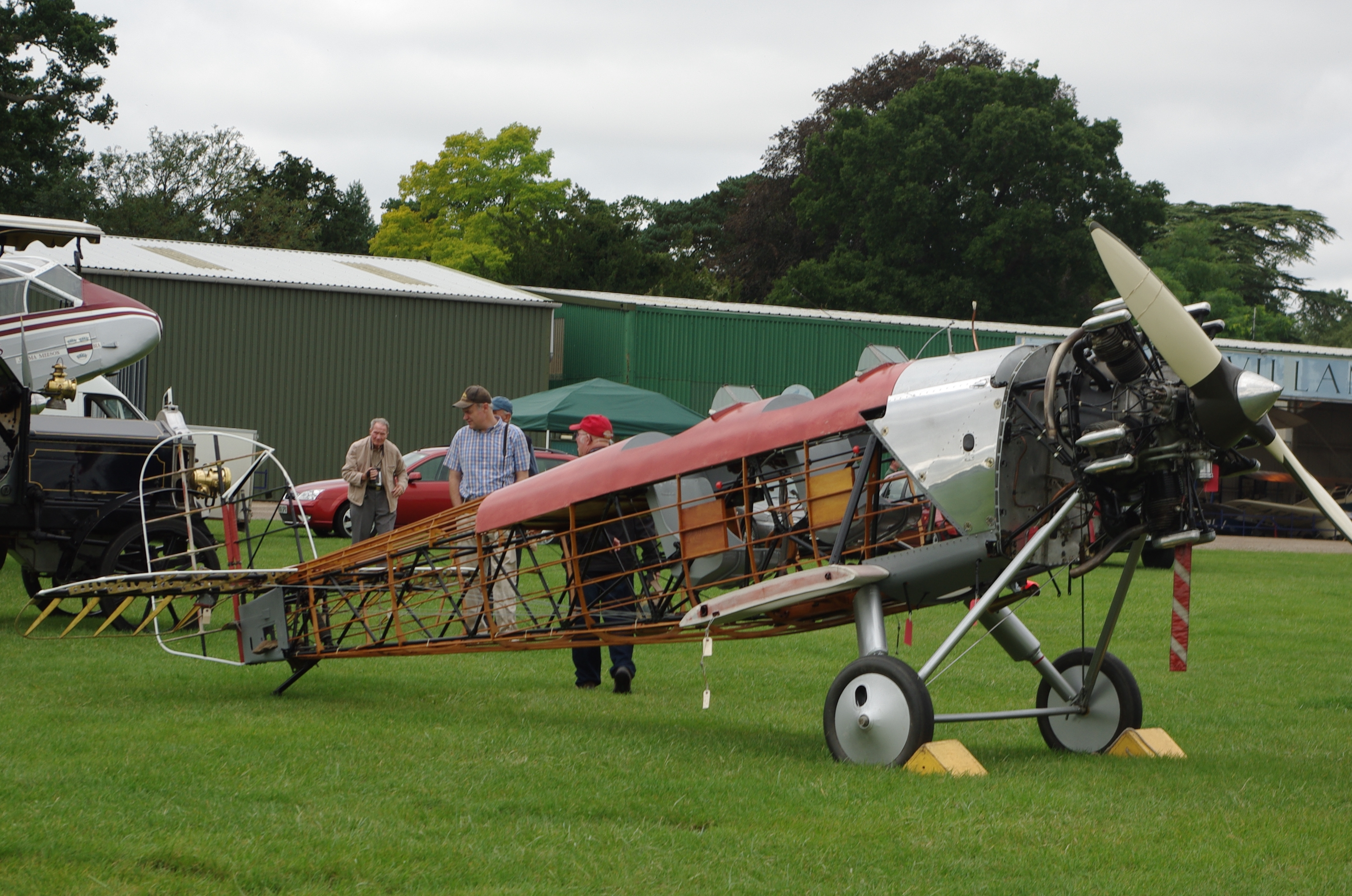
Hawker Tomtit G-AFTA (K1786) en restauración, exhibiendo detalles constructivos en el evento Shuttleworth Uncovered de 2013.

Un Tomtit todavía vuela, el ex-RAF K1786, G-AFTA. Esta, la última máquina de la RAF que se completó en enero de 1931, sirvió inicialmente en la No. 3 Flying Training School. Se incorporó al registro civil del Reino Unido en abril de 1939. Durante la guerra, fue pilotado por Alex Henshaw y se le instaló un parabrisas de Spitfire y un reposacabezas carenado. Después de que Hawker lo comprara y restaurara en 1949, se convirtió en la montura del piloto de pruebas de la compañía Neville Duke y fue repintado de azul oscuro y dorado. En 1960, fue entregado a la Colección Shuttleworth, que lo devolvió a sus colores originales de la RAF en 1967.

## Especificaciones (Tomtit)
Referencia datos: Thetford 1957

### Características generales
- Tripulación: Dos (instructor y alumno)
- Longitud: 7,2 m (23,7 ft)
- Envergadura: 8,7 m (28,5 ft)
- Altura: 2,6 m (8,7 ft)
- Superficie alar: 22,1 m² (237,9 ft²)
- Peso vacío: 499 kg (1099,8 lb)
- Peso cargado: 794 kg (1750 lb)
- Planta motriz: 1× motor radial de 5 cilindros refrigerado por aire Armstrong Siddeley Mongoose IIIC.
  - Potencia: 110 kW (152 HP; 150 CV)
- Hélices: Bipala

### Rendimiento
- Velocidad máxima operativa (Vno): 200 km/h (124 MPH; 108 kt) a 300 m (1000 pies)
- Alcance: 560 km (302 nmi; 348 mi)
- Techo de vuelo: 5900 m (19 357 ft)
- Régimen de ascenso: 5,1 m/s (1004 ft/min)
- Tiempo a altitud: 14,5 min para 3000 m (10 000 pies)